# Jamm FM
Jamm FM is de publieke lokale radio-omroep van de Nederlandse gemeente Ouder-Amstel (provincie Noord-Holland). Het radiostation richt zich op muziek uit het genres soul en funk, aangevuld met lokaal en regionaal nieuws.

## Geschiedenis
Het radiostation is opgericht in 2010, en werd in 2011 door het Commissariaat voor de Media aangewezen als de lokale publieke media-instelling voor de gemeente Ouder-Amstel.
Door een samenwerking met lokale omroep 1Amstelveen uit buurtgemeente Amstelveen wordt de omroep daar sinds 2023 ook uitgezonden op de frequentie 107,2 FM.